# Бахадур Шах I
Кутб уд-Дин Мухаммед Муаззам Бахадур Шах I, известный также под именем Шах Алам I (14 октября 1643, Бурханпур — 27 февраля 1712, близ Лахора) — падишах государства Великих Моголов в Индии.
Муаззам Бахадур Шах I был вторым по старшинству сыном Великого Могола Аурангзеба и его супруги Бай-бегум; правил с 1707 по 1712 год. Заслужил доверие своего могущественного отца тем, что держал себя скромно, став безвольным орудием в его руках. Такая политика Бахадур Шаха увенчалась успехом — Аурангзеб назначил его своим наследником. Коронован 19 июня 1707 года. Вступив на престол в возрасте 63-х лет, Бахадур Шах правил страной недостаточно долго, чтобы провести в ней какие-либо кардинальные реформы.
Во время правления своего отца Аурангзеба принц Кутб уд-Дин Мухаммед Муаззам Шах Алам был наместником (навваб субадаром) Декана (1663—1673, 1678—1680), Мултана, Кабула и Синда (1673—1678), Агры (1695), Акбарабада (1695—1699), Лахора, Мултана и Уча (1699), Кабула (1699—1707).
Начало правления Бахадур Шаха было отмечено междоусобицей с его братом Мухаммадом Азам Шахом, претендовавшим на трон падишаха. Позднее он без особого успеха пытался заключить союз с воинственными раджпутскими и маратхскими княжествами. В 1711 году в пределы империи Великих Моголов вторглись войска короля Бутана Друка Рабдже (Druk Rabgye) (правил 1701—1719), вступившего в союз с индийскими мятежниками в Бихаре Махендрой Нарайяном и Яджной Нарайяном. Их объединённые силы напали на наместника Бахадур Шаха на востоке страны, фауждара Дакки и Горагата Ибрагим-Хана.
Скончался близ Лахора. После смерти Бахадур Шаха I в империи Великих Моголов начинается период упадка, выразившийся в общем хозяйственном кризисе, многочисленных дворцовых переворотах и восстаниях в стране, и приведшим в середине XIX столетия к её разрушению.
Бахадур Шах I имел восемь сыновей и дочь.